# Ян Цзи (тенісистка)
Ян Цзи (нар. 12 вересня 1993) — колишня китайська тенісистка.
Найвищу одиночну позицію світового рейтингу — 303 місце досягла 23 вересня 2013, парну — 546 місце — 27 травня 2013 року.

## Фінали ITF

### Одиночний розряд: 4 (0–4)
| Легенда          |
| ---------------- |
| турніри $100,000 |
| турніри $75,000  |
| турніри $50,000  |
| турніри $25,000  |
| турніри $10,000  |

| Фінали за покриттям |
| ------------------- |
| Тверде (0–4)        |
| Ґрунт (0–0)         |
| Трава (0–0)         |
| Килим (0–0)         |

| Результат | Ранг | Дата            | Турнір                | Покриття | Суперниця      | Рахунок  |
| --------- | ---- | --------------- | --------------------- | -------- | -------------- | -------- |
| Поразка   | 1.   | 10 жовтня 2010  | Джакарта, Індонезія   | Тверде   | Санді Гумуля   | 2–7, 2–6 |
| Поразка   | 2.   | 6 травня 2012   | Джакарта, Індонезія   | Тверде   | Ван Яфань      | 1–6, 3–6 |
| Поразка   | 3.   | 29 вересня 2012 | Гулбарга, Індія       | Тверде   | Птерна Бгамбрі | 2–6, 2–6 |
| Поразка   | 4.   | 19 травня 2013  | Балікпапан, Індонезія | Тверде   | Йована Якшич   | 3–6, 2–6 |

### Парний розряд: 2 (0–2)
| Легенда          |
| ---------------- |
| турніри $100,000 |
| турніри $75,000  |
| турніри $50,000  |
| турніри $25,000  |
| турніри $10,000  |

| Фінали за покриттям |
| ------------------- |
| Тверде (0–2)        |
| Ґрунт (0–0)         |
| Трава (0–0)         |
| Килим (0–0)         |

| Результат | Ранг | Дата            | Турнір                 | Покриття | Партнерка           | Суперниці                 | Рахунок          |
| --------- | ---- | --------------- | ---------------------- | -------- | ------------------- | ------------------------- | ---------------- |
| Поразка   | 1.   | 30 квітня 2011  | Бангкок, Таїланд       | Тверде   | Напатсакорн Санкаев | Лі Тін Ай Ямамото         | 6–7(6–8), 4–6    |
| Поразка   | 2.   | 23 березня 2013 | Кофу (Яманасі), Японія | Тверде   | Han Na-lae          | Іноуе Акарі Кувата Хірото | 6–3, 5–7, [7–10] |